# Maurice Noble
Maurice Noble (Oklahoma City, 1º maggio 1910 – Los Angeles, 18 maggio 2001) è stato un disegnatore e regista statunitense.

## Biografia
Nato ad Oklahoma City nel 1910, Noble vivrà la sua giovinezza nel Nuovo Messico e in California. Nei primi anni trenta si trasferirà a Los Angeles, tuttavia sarà un breve soggiorno. Lavorerà per un po' di tempo come illustratore in un magazzino. Nel 1934 entrerà a far parte della Disney, lavorando per gli sfondi dei cortometraggi e dei Classico Disney, fra cui Biancaneve e i sette nani, Pinocchio e Dumbo. In quest'ultimo film lavorerà per la celebre sequenza degli elefanti rosa.
In seguito prende parte allo sciopero degli animatori disney, lasciando la società, nel 1941. Arruolatosi nell'esercito, parteciperà come soldato alla Seconda Guerra Mondiale. Terminato il conflitto, si trasferisce in Missouri. Qui conoscerà Chuck Jones, che lo convincerà nel 1952 ad entrare nella Warner Bros. All'interno della società, Noble lavorerà ancora come disegnatore, sempre con Jones alla regia, per poi divenire regista nei primi anni sessanta. Tra i personaggi che ha illustrato vi sono Bugs Bunny, Daffy Duck, Porky Pig, Elmer Fudd, Wile e Coyote e molti, molti altri. Si alternerà ai disegni con Phil De Guard, Robert Gribboek ed Ernie Nordli.
Proprio in quel periodo Jones viene licenziato dalla Warner Bros. ed approderà nel 1963 alla MGM. Noble decide di seguirlo, co-dirigendo una nuova serie di Tom & Jerry, per la quale lavorerà anche come consulente. Assieme a Jones dirigerà il cortometraggio The Dot and the Line, che vincerà nel 1966 l'Oscar come miglior cortometraggio. Noble lascia la MGM nel 1968, lavorando soprattutto per prodotti di tipo industriale fino alla scomparsa. Tornerà per un breve periodo alla Warner Bros. negli anni settanta, tuttavia farà ben poco.
Morì a 91 anni, a La Crescenta-Montrose (località di Los Angeles) nel 2001.